# Собор Коронации (Алба-Юлия)
Собор Коронации (рум. Catedrala Încoronării) ― православный храм в городе Алба-Юлия (Румыния), кафедральный собор архиепископии Алба-Юлии Румынской православной церкви. Освящён в честь Святой Троицы и святых архангелов Михаила и Гавриила. Был построен вскоре после объединения Трансильвании с Румынией и на данный момент является резиденцией митрополита Алба-Юлии.

## История
Собор и окружающие здания были возведены в западной части Цитадели Алба-Юлии, на месте кордегардии возле Римского плато. Собор задумывался как дополнение к бывшей резиденцией митрополита Алба-Юлии, где в 1597 году Михай Храбрый построен каменный храм. Когда Цитадель была перестроена в нынешнем виде в 1713—1714 годах, власти Габсбургской монархии снесли храм и использовали его строительные материалы для возведения новой церкви на том месте, где сейчас располагается городской железнодорожный вокзал.
Построен в 1921—1922 годах для коронации короля Фердинанда и королевы Марии в качестве монархов Великой Румынии. Коронация состоялась 15 октября 1922 года и прошла в том же городе, где на съезде румын в конце 1918 года было принято решение о присоединении Трансильвании и Буковины к Румынии. Однако Фердинанд, будучи католиком, отказался венчаться на царство в православной церкви, поэтому церемония прошла во дворе храма. В ознаменование этого события в 2008 году на территории церкви были размещены бюсты короля и королевы.

## Архитектура
Собор является частью группы зданий, построенных начиная с конца XIX века в национальном румынском стиле, который развивался благодаря стараниям архитекторов Иона Минку и Петре Антонеску. Внешние декоративные элементы, такие как ниши, бусы около капителей колонн, арки, купола напоминают валашские церкви времён Матей Басараба и Константина Брынковяну. Интерьер украшен фресками, написанными Костином Петреску и его ученикам. Они выполнены в традиционном стиле византийской православной иконографии, но при этом в них также отчётливо прослеживается западное влияние.

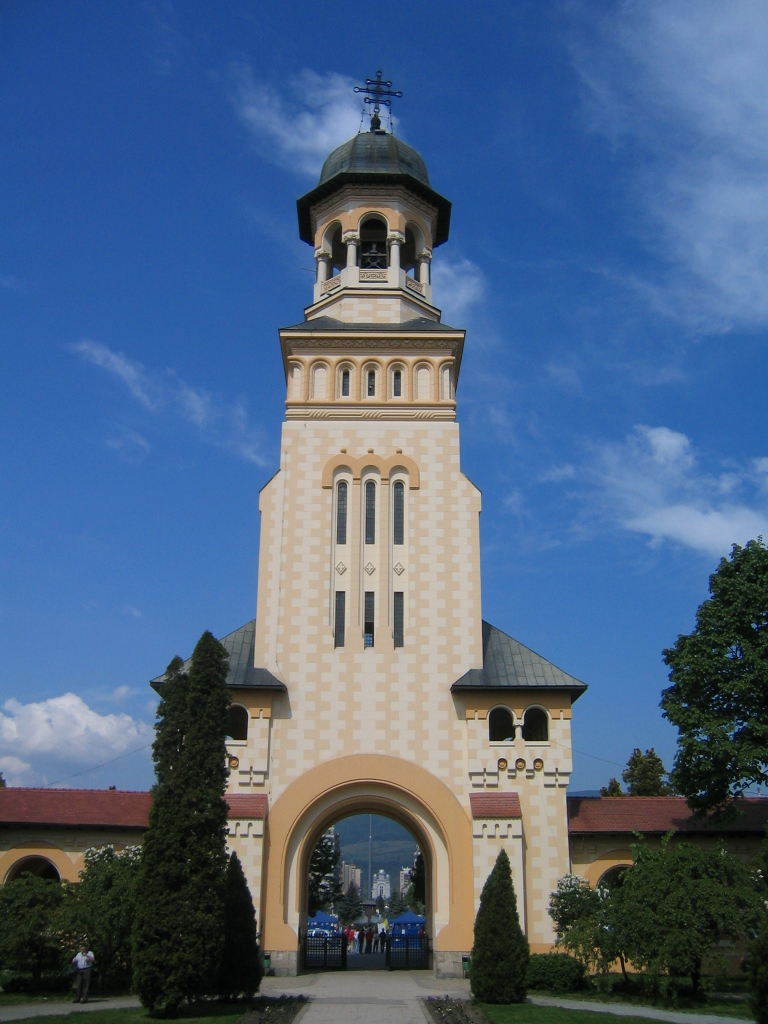
Колокольня
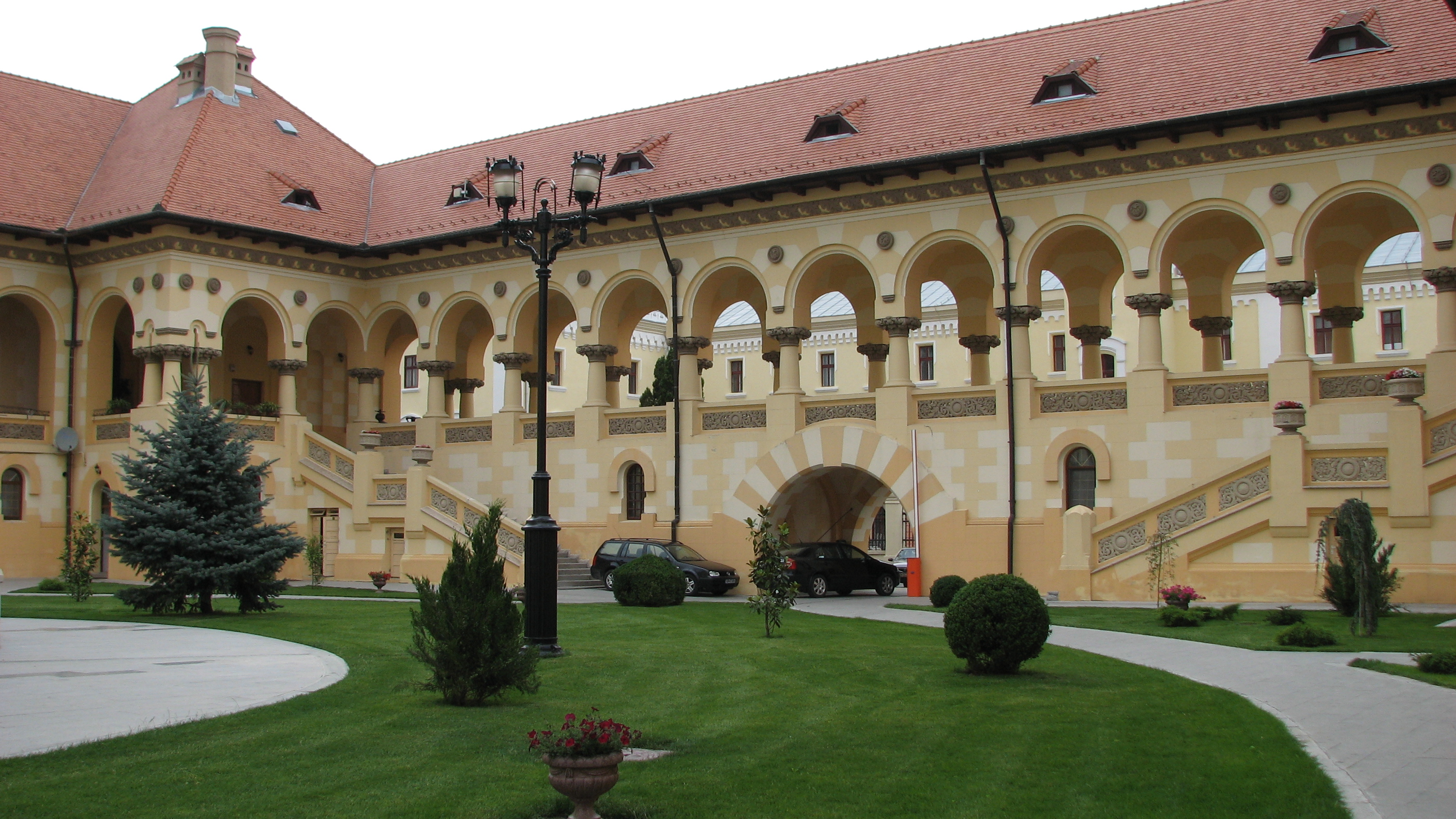
Павильон и галереи
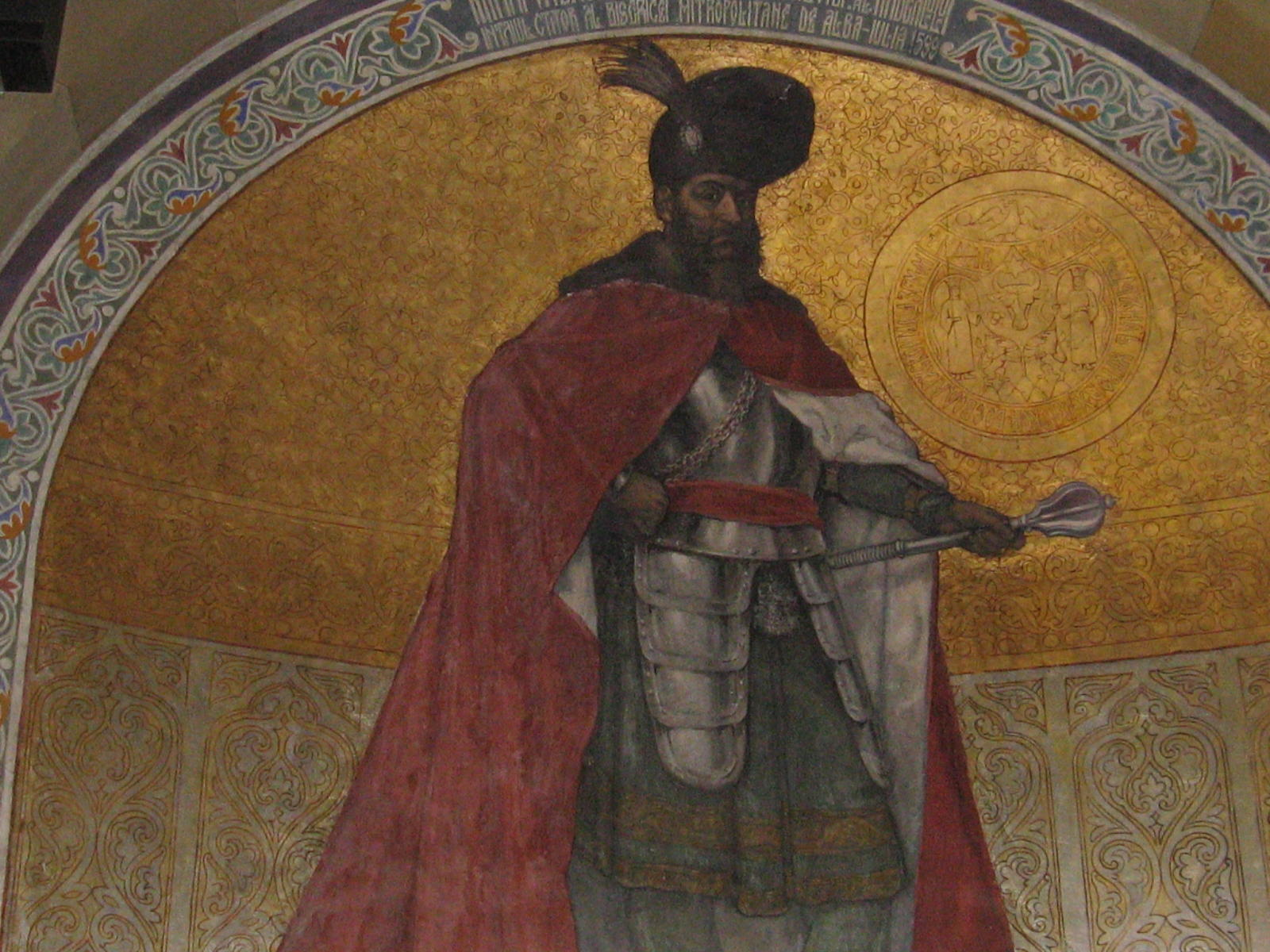
Мозаика, изображающая Михаила Храброго
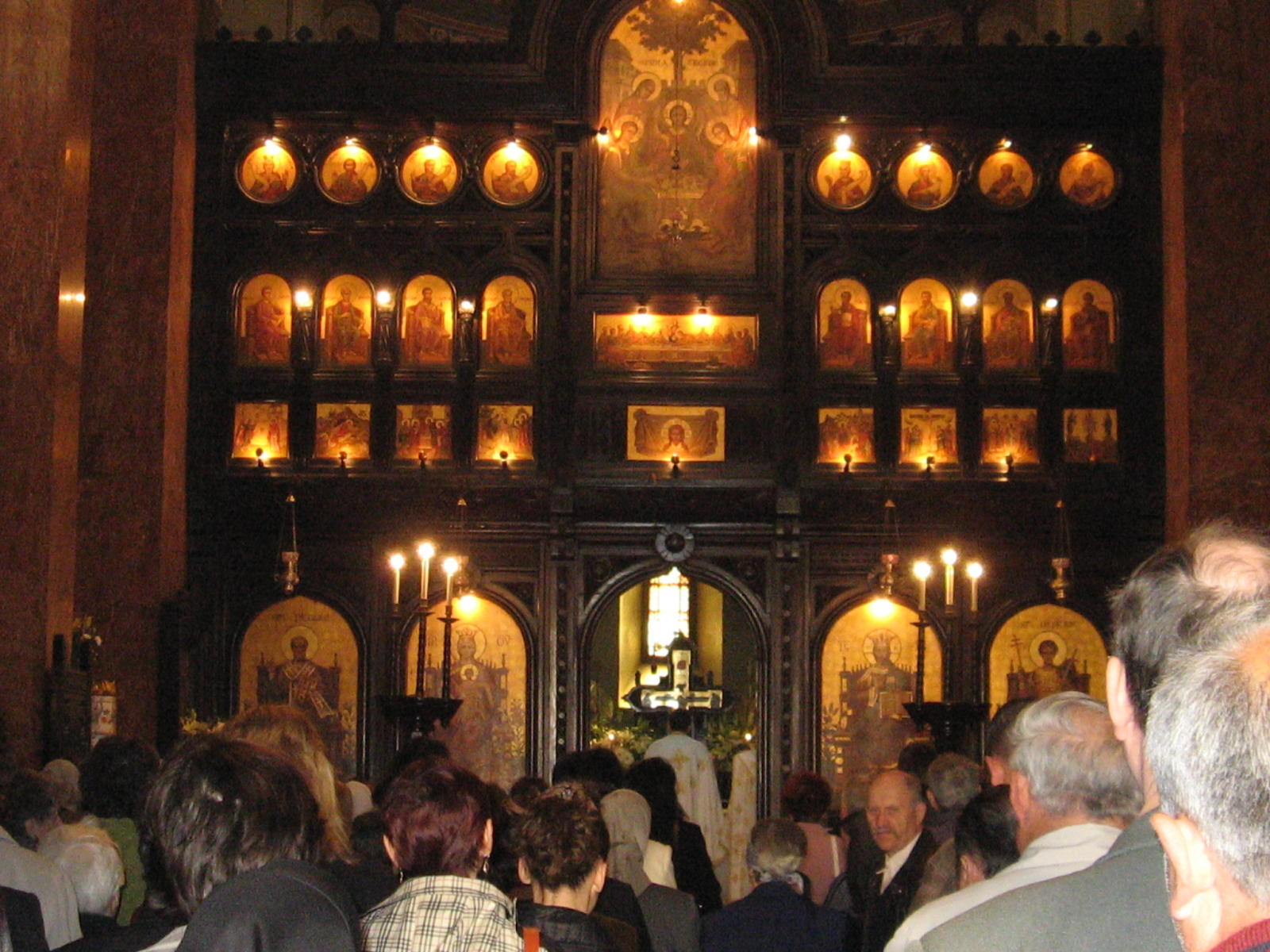
Иконостас